# Джафар (Дисней)
Джафа́р (англ. Jafar; араб. جعفر‎) — главный антагонист полнометражного анимационного фильма «Аладдин» (1992), «Возвращение Джафара» (1994) и фильма «Аладдин» (2019). Единственный диснеевский злодей арабского происхождения.

## Биография
Джафар, как и Аладдин вырос в нищете, вместе со своей сестрой-близнецом Назирой (она появилась в компьютерной игре «Disney’s Aladdin in Nasira’s Revenge» в качестве главного антагониста), которая в отличие от брата родилась с магическими способностями.
Джафар в свои юные годы был вынужден обманывать людей Аграбы, чтобы выжить.
Возможно султан восхищался тем, что Джафар, который вырос в таких условиях, стал сильным человеком, поэтому и сделал его своим главным визирем.
Но султан не замечал истинные мотивы Джафара: сиротские условия, в которых вырос Джафар привели к тому, что он, считая себя всеми униженным, пожелал получить абсолютную власть над другими людьми. Ради этого, злодей стал строить интриги и добывать магические артефакты для достижения этой цели. К слову, единственный, кто видел истинное лицо Джафара — это его ручной попугай Яго, которого он когда-то купил на базаре (злодей обмолвился об этом в мультфильме «Возвращение Джафара»).
Став правой рукой султана, Джафар получил тайные знания и стал приобретать уникальные артефакты, которые и давали ему магическую силу. Артефакт, за которым он больше всего охотился была волшебная лампа Аладдина, хранившаяся в Пещере Чудес. В начале основных событий мультфильма «Аладдин» злодей наконец-то достиг своей цели и узнал где находится лампа. Но даже когда Джафар обнаружил пещеру, он узнал благодаря смерти нанятого им вора Газима, что только «неогранённый алмаз» имеет право войти в пещеру.
Используя силу Песков Времени в собственной лаборатории, Джафар узнал, что некий юноша по имени Аладдин и является тем самым «неогранённым алмазом». После этого Джафар послал охрану для ареста юноши. Джафар замаскировался и представил себя Аладдину как старого узника в тюрьме, после чего нанял того для исследования пещеры и получения лампы в обмен на несметные сокровища. Аладдин, находясь в пещере достал лампу, однако Джафар, получив от юноши желаемое, не стал награждать героя богатствами — вместо этого он решил убить его. Обезьянка Аладдина, Абу, укусила руку Джафара и тайно украла у него лампу, до того как она с Аладдином оказалась в ловушке в разрушенной пещере.
Джафару пришлось вернуться в Аграбу с пустыми руками. Султан встретил Джафара во дворце и сделал тому выговор за то, что тот сказал Жасмин, что казнил юношу Аладдина. Принцесса поклялась, что она избавится от Джафара, как только обретёт власть.
Боясь потерять имеющийся у себя авторитет и доверие, злодей разрабатывает новый план: Джафар сказал султану через гипноз, что если у Жасмин не будет избранника, то по закону, она должна будет выйти замуж за него. Однако, Жасмин наотрез отказалась выходить за него замуж.
Как только в Аграбе объявился принц Али, Джафар попытался его убить, дабы быть уверенным в своей должности будущего султана. Однако Джинн спасает Аладдина от смерти в качестве второго желания юноши, а сам Аладдин возвращается во дворец, где и раскрывает султану злую сущность Джафара. Султан объявляет Джафара «подлым изменником» и приказывает страже схватить его. Однако, злодею удаётся сбежать.
Джафар убегает в свою лабораторию, где он осознаёт, что принц Али — это, на самом деле, Аладдин, а значит волшебная лампа у него. Попугай Яго обманным путём ворует лампу у Аладдина и приносит её Джафару, что позволяет злодею контролировать Джинна. Джафар становится новым султаном Аграбы, отправляет Аладдина на край Земли и становится самым могущественным колдуном в мире.
Но даже имея всё то, о чём он мечтал, жадность Джафара, а также его потребность установить собственное превосходство приводят к тому, что злодей пытается соблазнить Жасмин стать его королевой. Жасмин же в свою очередь очаровывает Джафара, чтобы дать вернувшемуся в Аграбу Аладдину возможность вернуть себе лампу. Однако Джафар раскрывает притворство Жасмин и обнаруживает юношу, после чего начинается его финальная битва с Аладдином. Во время этой битвы, злодей уничтожил друзей Аладдина. Он также маниакально издевался над юношей и превратился в гигантскую кобру, чтобы убить героя, но Аладдин вовремя заметил слабость Джафара — его тщеславие. Таким образом Джафар загадал своё последнее желание — стать всемогущим джинном, но позже он осознал, что стал рабом собственной лампы.
Джинн отправляет Джафара, заключённого в собственную лампу, в пустыню на место некогда разрушенной Пещеры Чудес, но злодей остаётся там не долго…
В мультфильме «Возвращение Джафара» Яго выбирается из лампы злого джинна, так как он попал в неё вместе с Джафаром, а также вынес её из разрушенной пещеры, но позже намеренно выбросил её в ближайший колодец. Впоследствии эту лампу обнаружил злобный воришка Абис Мал — один из главных врагов Аладдина, после чего он становится хозяином Джафара как джинна. Угрожая издевательствами и соблазняя вора разными богатствами мира, злодей заставляет Абис Мала выполнить план по уничтожению Аладдина.
Ближе к финалу мультфильма «Возвращение Джафара» Джафар был близок к осуществлению собственной мести и обретению свободы от лампы, но внезапно появился Аладдин со своими друзьями, в очередной попытке украсть лампу в попытке её уничтожить, чтобы уничтожить и самого Джафара. Во время очередной битвы с Аладдином и его друзьями, злодей был близок к тому, чтобы наконец-то их уничтожить, но в ту же минуту появился раскаявшийся в собственных злодеяниях попугай Яго, который решил остановить своего злобного хозяина. Это приводит к тому, что злой джинн серьёзно ранит попугая, но Яго всё-таки удаётся из последних сил сбросить лампу в лаву, созданную злодеем, что положило конец жизни Джафара.
В серии диснеевского мультсериала про Геркулеса, после своей смерти, Джафар, как он сам заметил «по недоразумению», попадает в древнегреческий Загробный мир, где его встречает главный злодей мультфильма Аид (строго говоря, это хронологическая ошибка, так как Геркулес должен был жить за полторы тысячи лет до эпохи Аладдина). Злодеи решают объединить собственные усилия, чтобы вместе уничтожить и Аладдина и Геркулеса. Для этого Аид воскрешает Джафара, сделав его таким же могущественным колдуном как и раньше. Однако Аладдин и Геркулес также объединившись, путём хитрости побеждают Джафара и Аида, и Джафар вновь возвращается в мир мёртвых.
Сестра-близнец Джафара, Назира, в компьютерной игре «Disney’s Aladdin in Nasira’s Revenge» также попыталась воскресить своего брата, но ей это не удалось.

## Создание образа персонажа
Аниматор Андреас Дежа разработал образ Джафара таким образом, чтобы он несколько отличался визуально от других персонажей мультфильма, образы которых были основаны на карикатурах Эля Гиршфельда.
Композитор мультфильма Алан Менкен и автор идеи «Аладдина» Ховард Эшман встретились с будущим актёром озвучки злодея Джонатаном Фрименом, когда тот прослушивался для музыкального фильма ужасов «Магазинчик ужасов». После знакомства с актёром, Менкен и Эшман пригласили его на прослушивание для «Русалочки» и «Красавицы и Чудовища», во время которого были поражены его актёрской игрой и тогда пригласили его на озвучку главного злодея их нового мультфильма, при этом справедливо заметив, что Джафар с голосом Фримена «будет каким-то особенным персонажем».
Когда аниматор Андреас Дежа впервые встретился с Джонатаном Фрименом, то был удивлён отсутствием физического сходства Фримена с его персонажем, но, тем не менее, включил некоторые физические повадки и жесты актёра во внешность Джафара.
Чтобы создать идеального Джафара, Андреасом Дежа было разработано множество концептов: у одного был слишком глупый тюрбан; другого слишком сложно рисовать; третий сам по себе выглядел слишком нелепо. В итоге, выбирая лучшие решения из разных эскизов, зрители наконец-то получили тот самый узнаваемый и по-настоящему зловещий образ Джафара.
Изначально характер злодея был истеричным (каким в итоге получился его попугай Яго), но так он выглядел не столько зловеще, сколько смешно. Поэтому, в итоге он стал спокойным и хладнокровным (каким изначально планировался характер Яго; позже эта идея использовалась создателями другого диснеевского мультфильма — «Король лев» 1994 года, при создании образа Зазу).
Образ Джафара частично основан на образе одноимённого главного злодея из британского фильма «Багдадский вор» 1940 года, сыгранного известным немецким актёром Конрадом Фейдтом. К слову, Джафар из британского фильма практически такой же, что и Джафар из диснеевского мультфильма, начиная от внешности до манеры говорить и действовать.
Также образ Джафара был частично скопирован с образа Малефисенты — главной антагонистки диснеевского мультфильма «Спящая красавица» 1959 года (они похожи внешне, ходят с жезлом (Джафар) и посохом (Малефисента), используют птиц в качестве подручных, а в финале мультфильмов превращаются в рептилий: Джафар в змея, а Малефисента в огнедышащего дракона).

## Характер и личность
Джафар очень хитрый, коварный и жестокий, носит метафорическую «маску доброжелательности», изображая себя хладнокровным интриганом и завоевателем авторитета и доверия людей. Но даже с этой маской, коварность Джафара нередко просачивается наружу, как, например, в начале мультфильма, когда он без всяких угрызений совести отправил вора Газима на верную смерть в Пещере Чудес, а позже сильно разозлился, когда тот не оправдал его ожиданий. Как и все диснеевские злодеи, Джафар пренебрежительно относится к своим прихвостням (в его случае — к своему ручному попугаю Яго).

## Внешность
Джафар — очень высокий и чрезвычайно худой мужчина с длинной козлиной бородкой и усами, карими глазами и нездоровым цветом лица. Носит чёрный халат с бордовыми рукавами, подпоясанный бордовым кушаком; на плечах у него два своеобразных наплечника; также носит чёрный плащ с красной подкладкой; на голове высокий тюрбан чёрного цвета с красным пером, украшенный красным рубином и двумя золотыми полосками.
Также всегда носит золотой жезл с навершием в виде головы кобры с рубиновыми глазами. Им он гипнотизировал султана. После его превращения в самого могущественного в мире колдуна жезл изменился только тем, что голова змеи открыла пасть.
Когда Джафар вернулся во втором фильме, то его наряд изменился: у него стал более богато украшенный кушак; изменился узор на его тюрбане (с полосок на своеобразные молнии).